# Bulbul à tête noire
Pycnonotus melanicterus
Espèce
Statut de conservation UICN

 LC  : Préoccupation mineure
Le Bulbul à tête noire (Pycnonotus melanicterus) est une espèce de passereau de la famille des Pycnonotidae.

## Description
Il mesure environ 19 cm de longueur y compris la queue relativement longue. Il a le dos olive et le ventre jaune ou jaune olive. La tête est noire. Les deux sexes sont semblables en plumage, mais les jeunes oiseaux sont plus ternes que les adultes. Le vol est rebondissant rappelant celui des pics.

## Répartition
Cet oiseau est endémique au Sri Lanka.

## Habitat
C'est un oiseau des forêts et des broussailles denses.

## Nidification
Il construit son nid dans un buisson, y déposant classiquement deux à quatre œufs.

## Alimentation
Il se nourrit de fruits et d'insectes.

## Taxinomie
La sous-espèce Pycnonotus melanicterus flaviventris a été élevée au rang d'espèce en 2005. Depuis Pycnonotus melanicterus est considéré comme monotypique.